# تجمع الغرى (رماة)
'

تعديل مصدري - تعديل

تجمع الغرى هو أحد التجمعات البدوية في عزلة رماة بمديرية رماة التابعة لمحافظة حضرموت، بلغ تعداد سكانها 31 نسمة حسب تعداد اليمن لعام 2004.